# Hammond Innes
Hammond Innes (n. 15 iulie 1913, Horsham, Anglia, Regatul Unit al Marii Britanii și Irlandei – d. 10 iunie 1998, Suffolk, Anglia, Regatul Unit) a fost un scriitor britanic de thriller.